# Feøya (Vestnes)

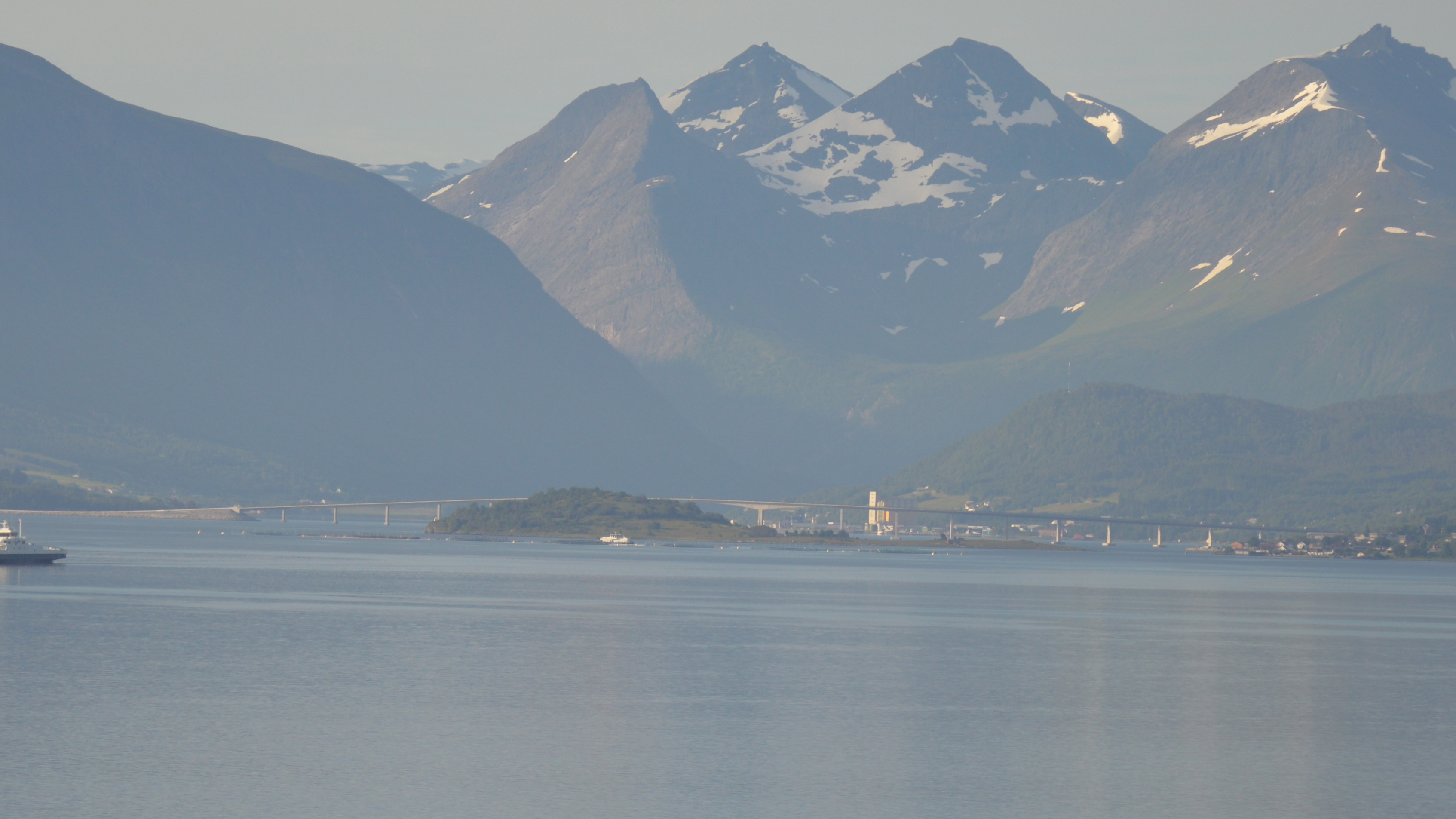
Feøya, Blick von Norden

Feøya ist eine Insel an der norwegischen Küste des Europäischen Nordmeers und gehört zur Gemeinde Vestnes in der Provinz Møre og Romsdal. 
Die Insel befindet sich am nördlichen Ausgang des Tresfjord in den Romsdalsfjord und ist östlich der Ortslage von Vestnes vorgelagert von der sie nur etwa 90 Meter entfernt liegt. Südlich der Insel wird der Tresfjord von der Tresfjordbrücke überspannt.
Feøya erstreckt sich von Südwesten nach Nordosten über etwa 600 Meter bei einer Breite von bis zu 400 Metern und erreicht eine Höhe von bis zu 41 Metern. Auf der Westseite der Insel befindet sich die Nils-Dahl-Bucht. Auf der hügeligen Ostseite ist die Insel bewaldet. Im Süden besteht ein einzelnes Gebäude. Die Insel und ihre unmittelbare Umgebung ist als Naturreservat ausgewiesen.
Auf der Insel befinden sich mehrere Kulturdenkmale. Nahe der südlichen Spitze liegen zwei Rösen, zwei weitere Rösen liegen nahe der Nordspitze.